# Душан Алексић
Душан Алексић (Арад, 2. мај 1844 — Деска, 14. јун 1900) био је српски сликар и иконограф.

## Биографија
Душан Алексић је рођен у Араду од оца Николе Алексића и мајке Марије Станкић. Душан је учио сликарство у атељеу свог оца Николе. Похађао је Ликовну академију у Бечу. Радио је иконописање у неколико мањих цркава у Банату; у селима Српски Падеј, Деска, Брестовац, Немет, Ђала, и у местима која су сада у Румунији: Микалака, Семлак, Шајтин, Кетеђхаза, Велики Пил, Кеча, Мађарат и Репсег. 
Алексић је такође обнављао и осликавао православне цркве у местима Батања (Мађарска), Липово (Румунија), Нађлака, Бољевци, Бешка, Кленак, Дивош, Буђановци, и унијатску цркву у Бачком Крстуру.
Његов син Стеван, један је од најзначајних српских сликара са почетка 20. века. Син Иван био је свештеник и сликар.